# Princesa (film, 1983)
Princesa (madžarsko Adj király katonát) je madžarski črno-beli dramski film iz leta 1983, ki ga je režiral Pál Erdöss po scenariju Istvána Kardosa. To je Erdössov režijski prvenec. V glavnih vlogah nastopajo Erika Ozsda, Andrea Szendrei, Denes Diczhazi, Árpád Tóth in Júlia Nyakó. Zgodba prikazuje 16-letno dekle Jutko (Ozsda), ki s prijateljico Zsuzso (Szendrei) iz vasi pride v Budimpešto in se zaposli v tovarni. Sprva uživa v svobodi, kasneje pa se mora soočiti z nizom neprijetnih dogodkov.
Film je bil premierno predvajan 1. marca 1983 v madžarskih kinematografih. Na Filmskem festivalu v Cannesu je osvojil nagrado zlata kamera za najboljši prvenec (francosko Caméra d'Or), na Mednarodnem filmskem festivalu Locarno pa je osvojil glavno nagrado zlati leopard za najboljši film.

## Vloge
- Erika Ozsda kot Jutka
- Andrea Szendrei kot Zsuzsa
- Denes Diczhazi kot Peter
- Árpád Tóth kot Andras
- Júlia Nyakó kot Zsuzsa nõvére
- Lajos Soltis kot Kamionos